# Matthias Buxhofer
Matthias Buxhofer (Feldkirch, 30 de setembre de 1973) va ser un ciclista austríac, que fou professional entre el 2000 i el 2005. De 2003 a 2004 va ser suspès per haver donat positiu en nandrosterona
Va participar en els Jocs Olímpics del 2000.
Un cop retirat ha participat en diferents proves de triatló i duatló.

## Palmarès
- 1994
  - Vencedor d'una etapa a la Volta a Àustria
- 1995
  - Vencedor d'una etapa a la Volta a Àustria
- 1998
  - 1r a la Jadranska Magistrala
- 2001
  - Vencedor d'una etapa a la Volta a Alemanya

### Resultats al Giro d'Itàlia
- 2002. 55è de la classificació general